# 钱天鹤

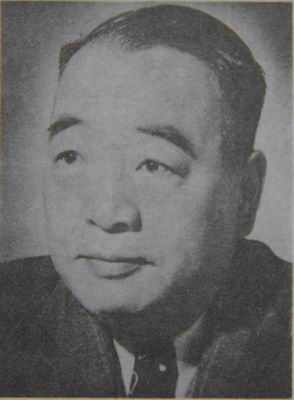
钱天鹤

钱天鹤（1893年2月27日—1972年8月20日），又名钱治澜，字安涛，浙江杭县人，农业专家。1948-1961年任中国农村复兴联合委员会农业组组长。

## 生平
1893年出生于浙江杭州，曾就读于清华学校、康奈尔大学。曾参与创建中央农业实验所。1972年，在台北去世。

## 家庭
儿子有钱宁和钱理群。